# 伊西赫拉湖
55°56′26″N 40°11′24″E / 55.9405482°N 40.1900482°E
伊西赫拉湖（俄语：Исихра），是俄羅斯的湖泊，位於該國西部弗拉基米爾州，由索賓卡區負責管轄，面積1.64平方公里，海拔高度134米，集水區面積38平方公里。